# Omar Bradley
Omar Nelson Bradley (12. února, 1893 Clark, Missouri, USA – 8. dubna 1981 New York) byl americký vojevůdce, pětihvězdičkový generál armády USA, účastník kampaně v Mexiku, první světové války, druhé světové války a války v Koreji a také poradce amerického prezidenta Lyndona Johnsona ve vietnamské válce v otázkách taktiky a strategie.

## Život
Narodil se jako syn farmáře. Do americké armády vstoupil v roce 1911 a po absolutoriu vojenské akademie ve West Pointu si zvolil službu v pěchotě. V mírové armádě postupoval v hodnostním žebříčku pomalu.
V době 2. světové války roce 1943 mu byla svěřena funkce „urovnávače problémů“. Poté velel II. armádnímu sboru, který tvořil součást Pattonovy 7. armády v době její invaze na Sicílii v roce 1943. Vrchní velitel západních spojeneckých sil Dwight D. Eisenhower jej poté vybral, aby během spojeneckého vylodění v Normandii působil ve funkci velitele americké 1. armády. Po úspěchu na plážích Omaha a Utah dostal úkol vést vojska k průlomu z Normandie do centrální Francie. Byl starostlivým velitelem, který prokazoval skutečný zájem o plánování a logistiku.
Po válce byl v roce 1950 (jako vůbec poslední americký generál) povýšen do nejvyšší vojenské hodnosti pětihvězdičkového generála, což v jiných armádách světa odpovídá hodnosti maršála. Jako předseda Spojeného výboru náčelníků štábů Armády USA pomáhal uskutečňovat americkou politiku v době studené války, jež spočívala v zatlačování SSSR. V době vietnamské války byl jedním z nejstarších odborníků, kteří radili prezidentu Lyndonu B. Johnsonovi v otázkách taktiky a strategie.
Bradley byl hlavním řečníkem na Pointe du Hoc v Normandii ve Francii 6. června 1979 u příležitosti 35. výročí Dne D.
Na sklonku života žil v Texasu ve speciální rezidenci v areálu vojenského zdravotního střediska Williama Beaumonta, což je součást komplexu, který podporuje Fort Bliss.
Jedním z jeho posledních veřejných vystoupení byla inaugurace prezidenta Ronalda Reagana 20. ledna 1981.